# Colony
Colony är ett musikalbum av melodisk death metal-bandet In Flames, från Göteborg. Albumet släpptes den 22 juni 1999. Detta är den första In Flames-skivan med Daniel Svensson på trummor. Björn Gelotte lämnade över trummorna för att spela gitarr och Peter Iwers spelar bas. Denna banduppsättning har sedan varit bestående även på de kommande fem albumen.
Musiken är skriven av Björn Gelotte och Jesper Strömblad, texterna av Anders Fridén, delvis översatta av Niklas Sundin.
I senare nyutgåvor av albumet ingår det instrumentala spåret Man Made God.

## Låtlista
1. Embody The Invisible - 3:37
2. Ordinary Story - 4:16
3. Scorn - 3:37
4. Colony - 4:39
5. Zombie Inc. - 5:05
6. Pallar Anders Visa - 1:41
7. Coerced Coexistence - 4:14
8. Resin - 3:21
9. Behind Space '99 - 3:58
10. Insipid 2000 - 3:45
11. The New Word - 3:18

## Banduppsättning
- Anders Fridén - sång
- Daniel Svensson - trummor
- Peter Iwers - bas
- Jesper Strömblad - gitarr
- Björn Gelotte - gitarr

### Gästmusiker
- Fredrik Nordström - hammondorgel
- Kee Marcello - gitarrsolo på Coerced Coexistence
- Charlie Storm - synthesizer